# Весіке
Весіке (vesike) останній  князь Турайди.

## Данні
Про весіке є декілька згадок перша згадка про нього датується 1212 році коли він підняв повстання проти Лівонців. Остання згадка про нього датується в 1219 році коли він захищав Турайдський замок проти єстів.